# USS Massachusetts (BB-59)
La USS Massachusetts (hull classification symbol BB-59), chiamata Big Mamie dai membri dell'equipaggio durante la seconda guerra mondiale, è stata una nave da battaglia della seconda classe South Dakota statunitense.
È stata la settima nave della marina americana intitolata al sesto stato federale e una delle due navi della stessa classe (assieme alla sorella Alabama) ad essere stata donata per l'utilizzo come nave museo.

## Costruzione
La sua costruzione, autorizzata dal Congresso degli Stati Uniti d'America nel 1938, è avvenuta nel cantiere navale di Quincy. Progettata il 27 luglio 1939, fu varata due anni dopo, il 23 settembre 1941 e divenne operativa il 12 maggio 1942, sotto il comando del capitano Francis E. M. Whiting.